# 1980 KM
1980 KM är en asteroid i huvudbältet som upptäcktes den 22 maj 1980 av den belgiske astronomen Henri Debehogne vid La Silla-observatoriet.
Den har den diameter på ungefär 7 kilometer.